# Вітамін B6
Вітамін B6 — загальна назва трьох речовин: піридоксину, пірідоксалю та піридоксаміну, а також їх фосфатів, серед яких найважливіший пірідоксальфосфат.

## Загальні відомості
У їжі людини зустрічаються піридоксин, піридоксаль і піридоксамін, а також їх фосфати. У людському організмі будь-яка з цих речовин перетворюється на піридоксальфосфат.
Вітамін B6 (піридоксин, піридоксаль, піридоксамін) міститься в багатьох продуктах. Особливо багато його в зернових паростках, у волоських горіхах і ліщині, в шпинаті, картоплі, моркві, цвітній і білокачанній капусті, помідорах, полуниці, черешні, апельсинах і лимонах. Також він міститься в м'ясних і молочних продуктах, рибі, яйцях, крупах і бобах. Вітамін B6 (піридоксин, піридоксаль, піридоксамін) синтезується в організмі кишковою мікробіотою.

## Піридоксин

піридоксин

Піридоксин є безбарвними кристалами, розчинними у воді. У більшості їстівних рослин піридоксину немає, або він зустрічається в незначних кількостях. Але існують рослини, наприклад, пітайя, виключно багаті піридоксином. Піридоксин синтезується деякими бактеріями. Також він міститься в м'ясних і молочних продуктах, але він менш стійкий до високих температур, ніж інші форми вітаміну B, тому у варених і смажених м'ясних продуктах його мало. Вегетаріанці можуть отримати піридоксин з шкірки деяких овочів, в яких є залишки ґрунту, наприклад, картоплі, моркви. Реєстраційний номер CAS 65-23-6, для солі (гидрохлоріда) 58-56-0. Є дані, що надмірні дози піридоксину можуть привести до токсичного ефекту.

## Піридоксаль

піридоксаль

Брутто-формула піридоксаля C8H9NO3. Піридоксаль відрізняється від піридоксину тим, що замість однієї з трьох гидроксигруп до пірідінового кільця приєднана карбонільна група, так що піридоксаль є одночасно і альдегідом. Молярна маса 0,16716 кг/моль. Являє собою кристалічний порошок, що плавиться при 165 °C. Піридоксаль міститься в зелених частинах деяких рослин, в цвітній і білокачанній капусті, в м'ясі. Реєстраційний номер CAS 66-72-8, для солі (гидрохлоріда) 65-22-5.

## Піридоксамін

піридоксамін

Піридоксамін відрізняється від піридоксину тим, що замість однієї з трьох гидроксигруп до пірідінового кільця приєднана аміногрупа. Піридоксамін міститься в м'ясі тварин. Також піридоксамін міститься в деяких харчових добавках. В деяких добавках є його сіль — дігидрохлорид піридоксаміну. Проте, в США в 2009 році FDA ухвалила, що відтепер піридоксамін вважається ліками і його не можна вносити до харчових добавок. Реєстраційний номер CAS 85-87-0.

## Піридоксальфосфат

Піридоксальфосфат

Піридоксальфосфат утворюється в організмі людини з будь-якої з трьох вищезгаданих речовин. Піридоксальфосфат також може бути отриманий через їжу в готовому вигляді з м'яса тварин. Він також може бути синтезований штучно хімічним шляхом. Реєстраційний номер CAS 54-47-7.
Піридоксальфосфат є коферментом великого числа ферментів азотистого обміну (трансаміназ, декарбоксилаз амінокислот) і інших ферментів. 
Піридоксальфосфат:
- бере участь в утворенні еритроцитів;
- бере участь в процесах засвоєння нервовими клітинами глюкози;
- необхідний для білкового обміну ;
- бере участь в обміні жирів;
- надає ліпотропний ефект, достатня кількість піридоксину необхідна для нормального функціонування печінки.